# Józef I (stryj Heroda Wielkiego)
Józef I (ur. ok. 95 p.n.e., zm. 34 p.n.e.) – stryj, szwagier i teść Heroda Wielkiego.
Był synem Antypasa I, bratem Antypatra i Faliona.
Sądzi się, że pierwszą żoną Józefa I mogła być siostra Dositeosa. Pogląd ten oparty jest na przekazie Józefa Flawiusza, z którego wynika, że Dositeos był krewnym Józefa, nie będąc spokrewniony z jego bratankiem Herodem Wielkim. Dziećmi z pierwszego małżeństwa Józefa I byli przypuszczalnie Achiab oraz nieznana z imienia córka, czwarta żona Heroda. Drugą żoną Józefa I została jego bratanica Salome I; poślubił ją przypuszczalnie około 44 p.n.e. Miał z nią nieznaną z imienia córkę, która około 20 p.n.e. poślubiła syna swojego ojczyma Aleksasa I.
Gdy w 34 p.n.e. Herod udał się do Laodycei spotkać się z Markiem Antoniuszem i powierzył sprawy królestwa Józefowi. Otrzymał też rozkaz zabicia Mariamme I, żony Heroda, gdyby nie wrócił ze spotkania. Józef zdradził jej to polecenie. Gdy król o tym się dowiedział, zaczął podejrzewać, że jego stryja i żonę łączy romans. Za namową Salome, żony Józefa, kazał stracić tego ostatniego.